# 桐生市立新里東小学校
桐生市立新里東小学校（きりゅうしりつ にいさとひがししょうがっこう）は、群馬県桐生市新里町新川にある公立小学校。

## 所在地
- 群馬県桐生市新里町新川2072

## 沿革
- 1960年（昭和35年）4月1日 - 新里村立新里小学校新川分校が独立し、新里村立東小学校となる。
- 1971年（昭和46年）2月8日 - 校歌制定発表会を行う[1]。
- 2010年（平成22年）10月23日 - 同校6年生の女子児童がいじめを苦に自宅で自殺する事件が発生[2]。

## 学区
- 新里町新川の一部[3]

## 学校周辺
- 桐生市立新里中学校
- 桐生市立新里中央小学校
- 桐生市立新里北小学校
- 上毛線：新川駅
- 群馬県道3号前橋大間々桐生線
- 群馬県道73号伊勢崎大間々線